# Saint-Dalmas-le-Selvage
Saint-Dalmas-le-Selvage – miejscowość i gmina we Francji, w regionie Prowansja-Alpy-Lazurowe Wybrzeże, w departamencie Alpy Nadmorskie.
Według danych na rok 1990 gminę zamieszkiwało 114 osób, a gęstość zaludnienia wynosiła 1 osób/km² (wśród 963 gmin regionu Prowansja-Alpy-W. Lazurowe Saint-Dalmas-le-Selvage plasuje się na 683. miejscu pod względem liczby ludności, natomiast pod względem powierzchni na miejscu 21.).